# Agron Rufati
Agron Rufati (in macedone Агрон Руфати?; Zagabria, 6 aprile 1999) è un calciatore macedone, difensore della Dinamo Tirana.

## Carriera

### Nazionale
Ha giocato nelle nazionali giovanili macedoni Under-18 ed Under-19.
Ha esordito con la nazionale Under-21 macedone il 12 ottobre 2018, nella partita di qualificazione all'Europeo 2019 persa per 5-1 contro la Russia.

## Statistiche

### Presenze e reti nei club
Statistiche aggiornate al 4 maggio 2024.
| Stagione              | Squadra               | Campionato            | Campionato | Campionato | Coppe nazionali | Coppe nazionali | Coppe nazionali | Coppe continentali | Coppe continentali | Coppe continentali | Altre coppe | Altre coppe | Altre coppe | Totale | Totale |
| Stagione              | Squadra               | Comp                  | Pres       | Reti       | Comp            | Pres            | Reti            | Comp               | Pres               | Reti               | Comp        | Pres        | Reti        | Pres   | Reti   |
| --------------------- | --------------------- | --------------------- | ---------- | ---------- | --------------- | --------------- | --------------- | ------------------ | ------------------ | ------------------ | ----------- | ----------- | ----------- | ------ | ------ |
| 2018-2019             | Istria 1961           | 1. HNL                | 16+2       | 0          | CC              | 1               | 0               | -                  | -                  | -                  | -           | -           | -           | 19     | 0      |
| 2019-2020             | Istria 1961           | 1. HNL                | 6+1        | 0          | CC              | 2               | 1               | -                  | -                  | -                  | -           | -           | -           | 9      | 1      |
| lug.-set. 2020        | Istria 1961           | 1. HNL                | 1          | 0          | CC              | 0               | 0               | -                  | -                  | -                  | -           | -           | -           | 1      | 0      |
| Totale Istra 1961     | Totale Istra 1961     | Totale Istra 1961     | 23+3       | 0          |                 | 3               | 1               |                    | -                  | -                  |             | -           | -           | 29     | 1      |
| 2020-2021             | Zorja                 | PL                    | 10         | 0          | CU              | 1               | 0               | UEL                | 1                  | 0                  | -           | -           | -           | 12     | 0      |
| 2021-feb. 2022        | Zorja                 | PL                    | 4          | 0          | CU              | 0               | 0               | UEL                | 0                  | 0                  | -           | -           | -           | 4      | 0      |
| Totale Zorja          | Totale Zorja          | Totale Zorja          | 14         | 0          |                 | 1               | 0               |                    | 1                  | 0                  |             | -           | -           | 16     | 0      |
| feb.-giu. 2022        | Acad. Clinceni        | L1                    | 13         | 0          | CR              | 0               | 0               | -                  | -                  | -                  | -           | -           | -           | 13     | 0      |
| gen.-giu. 2023        | Brera Strumica        | PL                    | 10         | 1          | CM              | 0               | 0               | -                  | -                  | -                  | -           | -           | -           | 10     | 1      |
| 2023-2024             | Brera Strumica        | PL                    | 30         | 1          | CM              | 1               | 0               | -                  | -                  | -                  | -           | -           | -           | 31     | 1      |
| Totale Brera Strumica | Totale Brera Strumica | Totale Brera Strumica | 40         | 2          |                 | 1               | 0               |                    | -                  | -                  |             | -           | -           | 41     | 2      |
| 2024-2025             | Dinamo Tirana         | KS                    | 0          | 0          | CA              | 0               | 0               | -                  | -                  | -                  | -           | -           | -           | 0      | 0      |
| Totale carriera       | Totale carriera       | Totale carriera       | 90+3       | 2+0        |                 | 5               | 1               |                    | 1                  | 0                  |             | -           | -           | 99     | 3      |

## Palmarès

### Club

#### Competizioni nazionali
- Coppa d'Albania: 1

Dinamo Tirana: 2024-2025